# Olympische Winterspiele 2006/Teilnehmer (Belarus)
| Gelbes Symbol für Goldmedaillen mit stilisierten Olympischen Ringen | Graues Symbol für Silbermedaillen mit stilisierten Olympischen Ringen | Braundes Symbol für Bronzemedaillen mit stilisierten Olympischen Ringen |
| ------------------------------------------------------------------- | --------------------------------------------------------------------- | ----------------------------------------------------------------------- |
| —                                                                   | 1                                                                     | —                                                                       |

Belarus nahm an den Olympischen Winterspielen 2006 im italienischen Turin mit einer Delegation von 28 Athleten teil.

## Flaggenträger
Der Biathlet Aljaksandr Papou trug die Flagge von Belarus während der Eröffnungsfeier, bei der Schlussfeier wurde sie vom Skilangläufer Aljaksandr Lasutkin getragen.

## Teilnehmer nach Sportarten

### Biathlon
Damen:
- Ljudmila Ananka
Sprint (7,5 km): 42. Platz; 24:36,1 min; +2:04,7 min
Verfolgung (10 km): hat das Ziel nicht erreicht
Staffel (4 × 6 km): 4. Platz
- Kazjaryna Iwanowa
Sprint (7,5 km): 37. Platz; 24:30,8 min; +1:59,4 min
Verfolgung (10 km): 29. Platz; +5:31,9 min
Einzel (15 km): 44. Platz; 56:09,7 min; +6:45,6 min
Staffel (4 × 6 km): 4. Platz
- Wolha Nasarawa
Sprint (7,5 km): 8. Platz; 22:53,2 min; +21,8 s
Verfolgung (10 km): 7. Platz; +2:26,1 min
Massenstart (12,5 km): 6. Platz; +1:14,0 min
Einzel (15 km): 7. Platz; 51:59,6 min; +2:35,5 min
Staffel (4 × 6 km): 4. Platz
- Ksenija Sikunkowa
Einzel (15 km): 76. Platz; 1:02:17,5 h; +12:53,4 min
- Alena Subrylawa
Sprint (7,5 km): 5. Platz; 22:40,5 min; +9,1 s
Verfolgung (10 km): 25. Platz; +4:59,3 min
Massenstart (12,5 km): 16. Platz; +2:35,8 min
Einzel (15 km): 14. Platz; 52:55,6 min; +3:31,5 min
Staffel (4 × 6 km): 4. Platz

Herren:
- Uladsimer Dratschou
Sprint (10 km): 63. Platz; 29:48,3 min; +3:36,7 min
Einzel (20 km): 43. Platz; 59:59,5 min; +5:36,5 min
- Sjarhej Nowikau
Verfolgung (12,5 km): 32. Platz; +3:29,4 min
Staffel (4 × 7,5 km): 11. Platz
- Aleh Ryschankou
Sprint (10 km): 30. Platz; 28:15,9 min; +2:04,3 min
Verfolgung (12,5 km): 29. Platz; +3:17,6 min
Staffel (4 × 7,5 km): 11. Platz
- Aljaksandr Syman
Einzel (20 km): 72. Platz; 1:03:31,4 h; +9:08,4 min
Staffel (4 × 7,5 km): 11. Platz
- Rustam Waliulin
Sprint (10 km): 25. Platz; 28:08,4 min; +1:56,8 min
Verfolgung (12,5 km): 28. Platz; +3:12,5 min
Einzel (20 km): 46. Platz; 1:00:04,1 h; +5:41,1 min
Staffel (4 × 7,5 km): 11. Platz

### Eiskunstlauf
- Sjarhej Dawydau
Einzel, Herren: 16. Platz; 119,94 Punkte

### Eisschnelllauf
Damen:
- Swjatlana Radkewitsch
2 × 500 m: 27. Platz; 80,36 s; +3,79 s
1000 m: 33. Platz; 1:20,11 min; +4,06 s

### Shorttrack
Damen:
- Julija Jelsakawa
500 m: im Vorlauf ausgeschieden
1000 m: im Vorlauf ausgeschieden
1500 m: im Vorlauf ausgeschieden

### Ski Freestyle
Herren:
- Dsmitryj Daschtschynski
Springen: Silbermedaille; 248,68 Punkte im Finale
- Aljaksej Hryschyn
Springen: 4. Platz; 245,18 Punkte im Finale
- Anton Kuschnir
Springen: 8. Platz; 227,66 Punkte im Finale
- Dsmitryj Rak
Springen: 24. Platz; 172,47 Punkte in der Qualifikation

Damen:
- Assol Sliwez
Springen: 5. Platz; 177,75 Punkte im Finale
- Ala Zuper
Springen: 10. Platz; 137,84 Punkte im Finale

### Ski Nordisch

#### Langlauf
Damen:
- Ljudmila Karolik
- Wiktoryia Lapazina
- Kazjaryna Bulauka
- Alena Sannikawa
- Wolha Wassiljonak

Herren:
- Sjarhej Dalidowitsch
- Aljaksandr Lasutkin

#### Skispringen
- Maxim Anissimau
- Pjotar Tschaadajeu